# Tetrametilsilano
Tetrametilsilano é o composto de fórmula química Si(CH3)4. 
Ele é um subproduto da produção dos metilclorossilanos, SiClx(CH3)4−x, através da "reação direta" de cloreto de metila com silício. Os produtos mais úteis desta reação são aqueles em que x = 1, 2 ou 3.